# Фридман, Альфред
А́льфред Мордеха́й Фри́дман (англ. Alfred Mordecai Freedman; 7 января 1917, Олбани, штат Нью-Йорк, США — 17 апреля 2011, Нью-Йорк, штат Нью-Йорк, США) — американский психиатр и гражданский активист, выступавший за социальную справедливость. Президент Американской психиатрической ассоциации в 1973—1974 годах. Осудил карательную психиатрию в СССР. Поддержал резолюцию, которая исключила гомосексуализм из списка психических заболеваний. Противник смертной казни.

## Биография
Родился 7 января 1917 года в городе Олбани в семье иммигрантов. В 1937 году защитил степень бакалавра в Корнеллском университете. В 1941 году окончил медицинскую школу Университета Миннесоты. Начал стажировку в Гарлемском госпитале, но прервал её и поступил на службу в Воздушный корпус армии США. В 1942—1946 годах служил лаборантом в Майами, затем начальником лабораторий в госпитале авиационного корпуса в Галфпорте. Завершил военную службу в звании майора. Некоторое время занимался исследованиями в области нейропсихологии с Гарольдом Эдвином Химвичем в Эджвудском арсенале. В 1948 году прошёл курс психиатрии и поступил в ординатуру больницы Бельвю, где вскоре занял место старшего детского психиатра.
В 1954—1959 годах был главным психиатром детского отделения клиники медицинской школы Даунстейта при Университете штата Нью-Йорк. В 1960 году стал первым штатным заведующим кафедрой психиатрии в Медицинском колледже Нью-Йорка; с 1988 года был почётным председателем и профессором этого учебного заведения. В 1990 году вышел на пенсию. При Фридмане на кафедре психиатрии была утверждена широкая программа резидентуры, значительно расширено участие студентов и резидентов колледжа в работе клиники, привязанной к учебному заведению. В 1959—1960 годах в этой клинике им были введены программы по лечению наркозависимости у взрослых и подростков из Восточного Гарлема, района, в котором тогда располагалось здание колледжа. Это были одни из первых программ борьбы с наркозависимостью, которые проводились медицинским учебным заведением в больнице общего профиля. Им также было открыто в колледже отделение социальной и общественной психиатрии для оказания психиатрической помощи местным жителям.
В 1972 году к Фридману обратился Комитет обеспокоенных психиатров — группа молодых врачей, которые призвали его баллотироваться на пост президента Американской психиатрической ассоциации. Он победил на выборах перевесом в три голоса из около девяти тысяч проголосовавших. При нём деятельность организации стала ориентироваться на решение актуальных для современной психиатрии проблем. На посту президента ассоциации Фридман выступил против практики содержания политических диссидентов в психиатрических учреждениях и привлёк внимание международной общественности к злоупотреблениям психиатрией в СССР. Он также был главой делегации психиатров США, посетивших СССР.
Фридман поддержал предложенную Робертом Леопольдом Спитцером резолюцию об исключении гомосексуализма из списка диагнозов психических заболеваний. 15 декабря 1973 года попечительский совет Американской психиатрической ассоциации единогласно проголосовал за принятие резолюции, в которой говорилось, что «гомосексуализм сам по себе не отвечает критериям психического расстройства» и что «мы больше не будем настаивать на ярлыке болезни для людей, которые настаивают на том, что они здоровы и не демонстрируют общего ухудшения социальной эффективности». Правозащитные организации приветствовали это решение, как одно из величайших достижений на пути к равенству прав в США. Сам Фридман считал принятие этой резолюции самым важным достижением за свой годичный срок пребывания на посту президента. Вторая резолюция, принятая ассоциацией, призвала официальные власти положить конец дискриминации по признаку сексуальной ориентации и отменить законы, запрещающие однополый секс по обоюдному согласию.
На пенсии внимание Фридмана привлекла роль психиатрии в применении смертной казни. Он призвал запретить назначение психиатрических препаратов заключенным, чтобы их можно было признать пригодными для совершения данной процедуры. Он также призвал врачей отказаться от участия в смертной казни. Альфред Фридман умер 17 апреля 2011 года в Нью-Йорке из-за осложнений, возникших после операции по лечению перелома бедра. У него остались вдова Марсия Коул-Фридман, сыновья Дэн Фридман и Пол Фридман и трое внуков. В 1993—1999 годах на ежегодном собрании Международного общества политической психологии присуждалась Премия имени Альфреда Мордехая Фридмана за лучшую научную работу.